# Xã Decker, Quận Richland, Illinois
Xã Decker (tiếng Anh: Decker Township) là một xã thuộc quận Richland, tiểu bang Illinois, Hoa Kỳ. Năm 2010, dân số của xã này là 406 người.